# ناحیه عکاز
ناحیه عکاز (به عربی: دائرة عکاز) یک ناحیه در الجزایر است که در استان معسکر واقع شده‌است.